# Gisbert von Bodelschwingh-Plettenberg

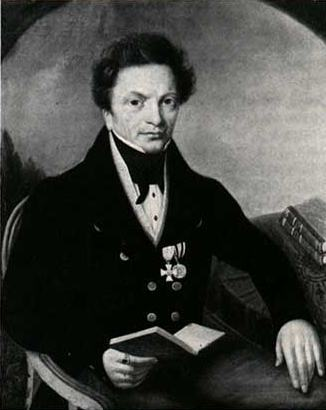
Gisbert Wilhelm von Bodelschwingh-Plettenberg

Gisbert Wilhelm Freiherr von Bodelschwingh-Plettenberg (* 13. Juni 1790 in Haus Bodelschwingh; † 12. Mai 1866 ebenda) war ein westfälischer Gutsbesitzer und Politiker.

## Leben
Gisbert von Bodelschwingh-Plettenberg entstammt dem westfälischen Uradelsgeschlecht von Plettenberg. Er war Sohn des Großkomturs Karl Wilhelm Georg von Plettenberg (1765–1850), der durch Heirat mit der Erbtochter Gisbertine Anna Luisa Freiin von Bodelschwingh auf Bodelschwingh 1788 mit preußischer Genehmigung, Namen und Wappen der Plettenberg mit dem der von Bodelschwingh vereinte und damit die Linie der Freiherren von Bodelschwingh-Plettenberg begründet hatte. Nachdem sein Vater 1834 von Bodelschwingh nach Drais gezogen war, übersiedelte er 1834 mit seiner Familie von Geretzhoven nach Bodelschwingh.
Er war Fideikommissbesitzer auf Bodelschwingh, Herr der Güter Rodenberg, Schörlingen, Bamenohl, Borghausen und Schwarzenberg in Westfalen, Geretzhoven, Katzen und Katzcherhof im Jülichschen, Teschendorf in Hinterpommern, Drais in Nassau und Loowaard in Holland.
Gisbert war Königlich-Preußischer Kammerherr, Landkomtur des Deutschen Ordens und Mitglied des Preußischen Herrenhauses auf Präsentation des alten und befestigten Grundbesitzes der Grafschaft Mark. Plettenberg gehörte dem Herrenhaus von 1854 bis zu seinem Tode 1866 an. 1826 bis 1861 war er Mitglied im Provinziallandtag der Provinz Westfalen und dort 1851 bis 1856 stellvertretender Parlamentsmarschall. Von 1826 bis 1830 war er auch Abgeordneter im Provinziallandtag der Rheinprovinz für den Stand der Ritterschaft.

## Ehe und Nachkommen
1818 heiratete er Wilhelmine Freiin von Plettenberg-Stockum (1795–1845). Aus der Ehe gingen folgende Kinder hervor:
- Carl Gisbert Wilhelm von Bodelschwingh-Plettenberg (* 1821 auf Geretzhofen; † 1907 auf Bodelschwingh), Ehrenritter des Johanniterordens; er erbte die Güter Bodelschwingh, Schwarzenberg und kaufte das Gut Drais seinem jüngeren Bruder Gisbert ab; er heiratete Eugenie von Quadt-Wyckrath-Hüchtenbruck; sie hatten eine Tochter namens Wilhelmine, die später Dodo Alexander zu Innhausen und Knyphausen heiratete.
- Gisbert „Gieb“ (* 1823; † 1866 in Bodelschwingh), erbte die Güter Teschendorf (heute: Cieszyno) und Drais, heiratete 1854 Adelheid von Veltheim aus dem Hause Veltheimsburg. Sie starb mit ihren drei Kindern August, Gisbert und Minette im Januar/Februar 1860 an Scharlach in Teschendorf.
- Louise (* 1825; † 1831)
- Adolf Eugen Ludwig (* 1826; † 1902), erbte die Güter Bamenohl und Borghausen und heiratete 1856 Bertha von Plettenberg-Heeren, Besitzerin der Güter Hilbeck, Heeren, Werve und Hahnen; mit ihr hatte er einen Sohn, Friedrich Gisbert Adolf von Plettenberg.
- Ernst (* 1828; † als Kind)
- Caroline (* 1831; † 1858), heiratete 1854 Bernhard Maximilian von Friesen. Ihr Sohn Max übernahm, als er 1877 volljährig wurde, die Verwaltung des Gutes Teschendorf von seinem Onkel Carl.
- Gustav (* 1833; † 1834)
- Auguste Elise (* 1835; † 1858), heiratete 1862 Kurd von Bolschwingh auf Pelzen (heute Pelči) bei Kuldīga in Kurland